# Institut national de formation des personnels du ministère de l'Agriculture
En France, l'INFOMA est l'institut de formation des personnels du ministère de l'Agriculture ; il a pour vocation la formation des techniciens supérieurs du ministère chargé de l'agriculture en deux ans, pour les spécialités techniques agricoles, génie rural, travaux forestiers et vétérinaires.

L'Infoma est divisé en deux sites distincts :
- le siège de Corbas près de Lyon,
- le site de Nancy.

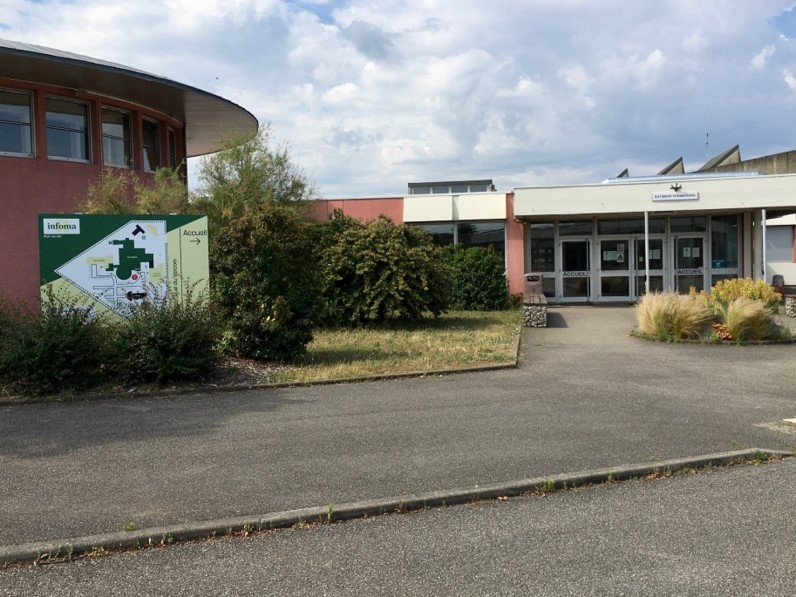
siège de Corbas
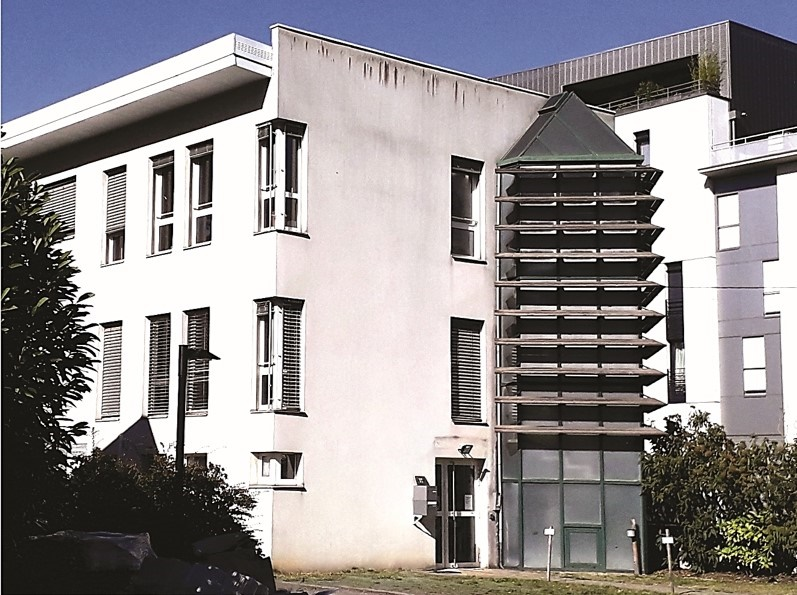
site de Nancy